# Amantea
Amantea is een gemeente in de Italiaanse provincie Cosenza (regio Calabrië) en telt 13.548 inwoners (31-12-2004). De oppervlakte bedraagt 28,6 km2, de bevolkingsdichtheid is 473 inwoners per km2.
De volgende frazioni maken deel uit van de gemeente: Coreca, Campora San Giovanni, San Pietro in Amantea.

## Demografie
Amantea telt ongeveer 5058 huishoudens. Het aantal inwoners steeg in de periode 1991-2001 met 11,4% volgens cijfers uit de tienjaarlijkse volkstellingen van ISTAT.
| Jaar | Inwoneraantal |
| ---- | ------------- |
| 1861 | 4.130         |
| 1871 | 4.551         |
| 1881 | 4.649         |
| 1901 | 5.851         |
| 1911 | 6.777         |
| 1921 | 7.835         |
| 1931 | 8.338         |
| 1951 | 10.792        |
| 1961 | 10.687        |
| 1971 | 10.623        |
| 1981 | 11.198        |
| 1991 | 11.913        |
| 2001 | 13.268        |
| 2011 | 13.754        |

## Geografie
De gemeente ligt op ongeveer 50 m boven zeeniveau.
Amantea grenst aan de volgende gemeenten: Belmonte Calabro, Cleto, Nocera Terinese (CZ), San Pietro in Amantea, Serra d'Aiello.

## Externe link

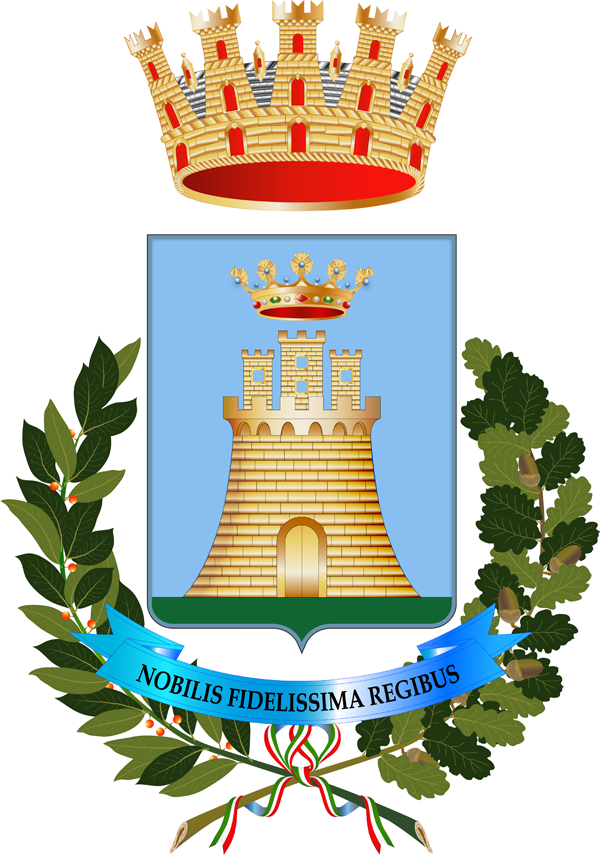
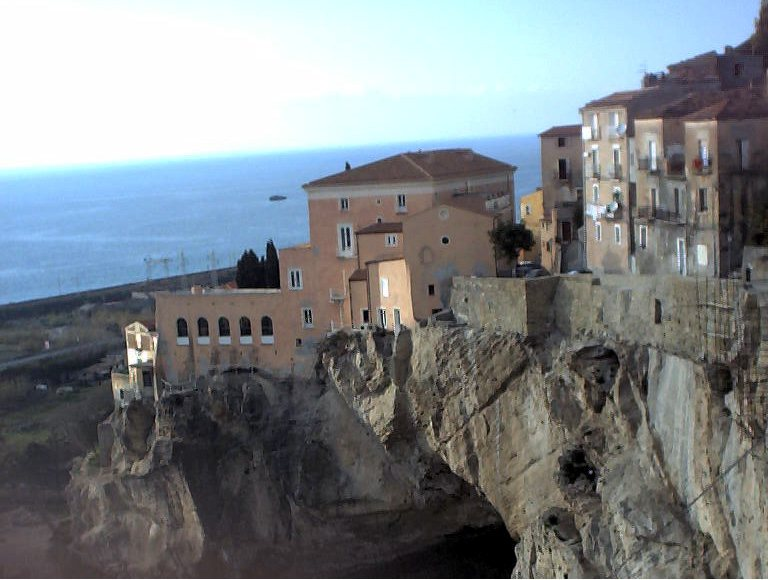
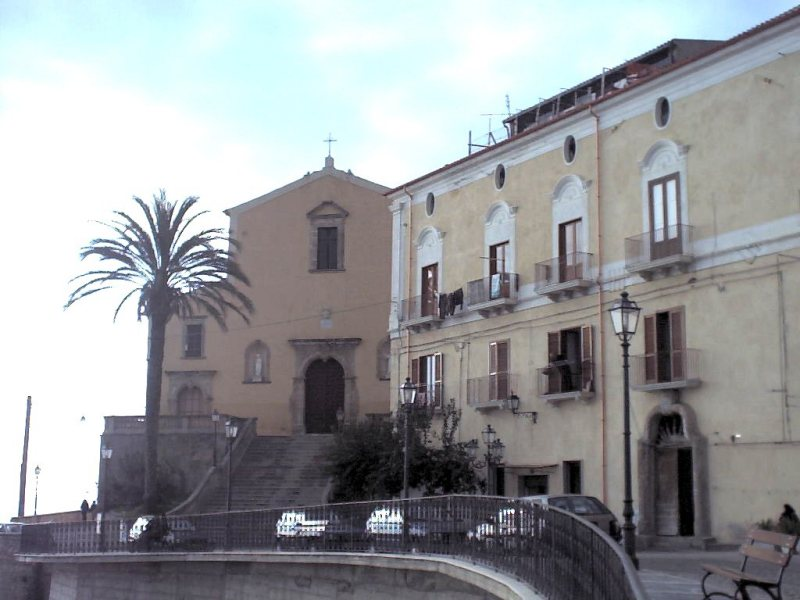
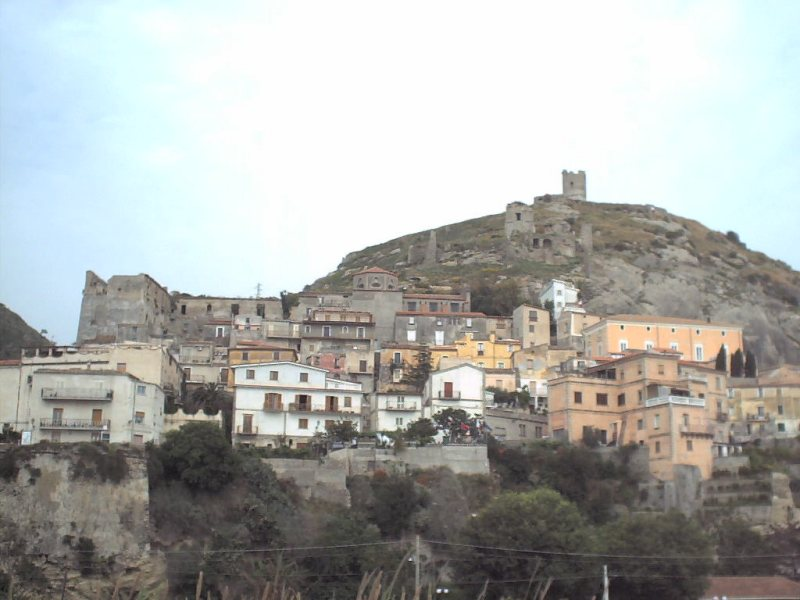
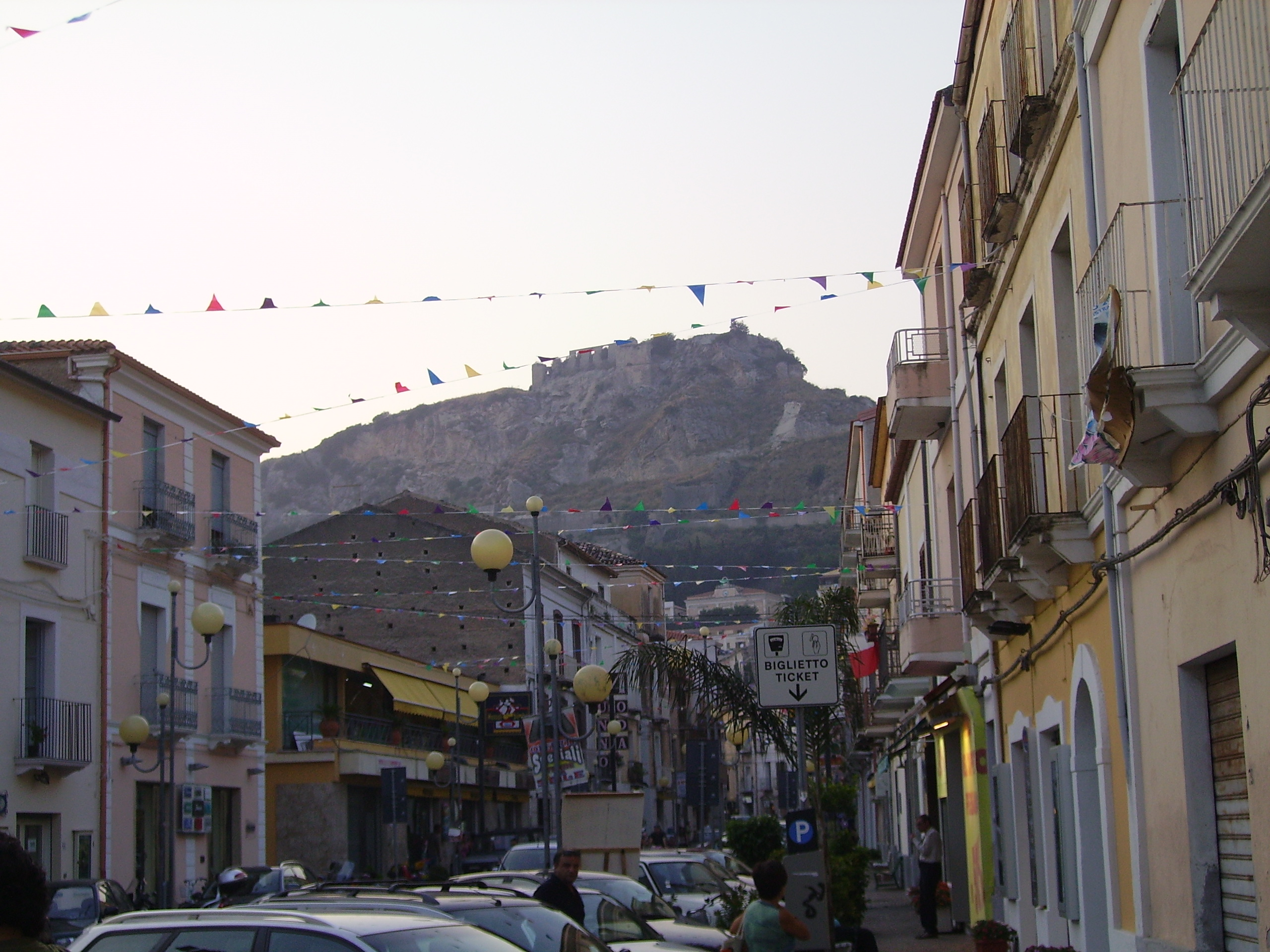